# Ранняя история Баку

Расположение Баку на карте Азербайджана

Ранняя история Баку — период в истории Баку до становления столицей Государства Ширваншахов в 1191 году. Ныне Баку является столицей Азербайджана и самым большим городом Кавказа.

## История
Находки в результате археологических раскопок в Пираллахы, Шувалане, Мардакане, Бинагади, Амирджане, относящиеся к III-I тысячелетию до н.э. доказывают древнюю историю города и его окрестностей. 
Первые сведения о Баку появляются в раннем средневековье. Город впервые упоминается в источниках V века. Наиболее раннее название города (Багаван, Багаван, Багуан) встречается в источниках V-VIII веков. Приск Панийский описывая путь, ведущий из Скифии в Мидию, пишет о «пышущем из морского камня пламени» близ Баку. Баку располагался в исторической области Ширван, севернее области Азербайджан. Со второй половины IX века Баку вошёл в состав Государства Ширваншахов.Арабский географ аль-Истахри в 930 году сообщает, что недалеко от Баку жили огнепоклонники. В X веке город стал крупным торгово-морским портом на Каспийском море.
В 1066 году на город впервые напали сельджуки.
В 1191 году ширваншах Ахситан I перенёс столицу государства из Шемахи в Баку, что послужило еще большему развитию города. В XII веке город был окружён двухрядной крепостной стеной и рвом. 